# Inpassingsplan
Een inpassingsplan is in Nederland in de wet ruimtelijke ordening (Wro) een bestemmingsplan van provincie of Rijk, waarmee de bestemming van een bepaald gebied juridisch kan worden vastgelegd. Deze mogelijkheid bestaat sinds de inwerkingtreding van de Wro op 1 juli 2008.
Met behulp van een inpassingsplan kan een bestemmingsplan (door rijk of provincie) of provinciaal inpassingsplan (door het rijk) worden overruled. Dit wordt geregeld in artikel 3.1 tot 3.33 van de Wro. Het is daarmee een juridisch middel waarmee plannen van hogere overheden kunnen worden vastgesteld tegen het beleid van een lagere overheid in. Beleid uit inpassingsplannen dient te worden doorgevoerd in inpassingsplannen cq. bestemmingsplannen van lagere overheden, die hierdoor voor dit deel van hun inpassingsplan cq. bestemmingsplan worden uitgesloten van het maken van eigen beleid.
Een inpassingsplan kan alleen worden vastgesteld wanneer er sprake is van een 'provinciaal belang' (bij de provincie) of 'rijksbelang' (bij het rijk). Wat dit precies inhoudt wordt niet gedefinieerd in de Wro, maar wordt door de betreffende provincie of het rijk zelf vastgesteld. Wanneer er in het kader van een plan een conflict ontstaat tussen een lagere en een hoger overheid over de juridische status van deze belangen, kan dit worden beslecht bij de Raad van State.
Voorbeelden van projecten van nationaal belang zijn de aanleg van een defensieterrein, de bouw van een kerncentrale of de aanleg van een groot infrastructureel project, zoals in het verleden de Betuweroute.
Een andere mogelijkheid om het gemeentelijke bestemmingsplan buiten werking te stellen is de inzet van een aanwijzing, waarmee het gemeentelijke bestemmingsplan op een bepaald conflicterend punt buiten werking wordt gesteld. Dit kan zowel proactief (vooraf door het dwingen een ontwerp-bestemmingsplan op te stellen), actief als reactief (achteraf). Het Rijk kan door middel van een aanwijzing ook de provincie dwingen tot het geven van een aanwijzing aan een gemeente.
Met behulp van een projectbesluit, dat door gemeente, provincie en rijk kan worden genomen, kan ontheffing worden verleend van een inpassingsplan (en bestemmingsplan) na toekenning door de betreffende overheid. Met de Rijksprojectenprocedure (inzet van het rijksprojectbesluit) kan door het Rijk een inpassingsplan of bestemmingsplan van een lagere overheid worden overruled door een aanwijzing wanneer sprake is van grote investeringsprojecten van nationaal belang. Hiermee wordt de besluitvormingsprocedure verkort.